# Virgin Islands March
La Virgin Islands March (en français, Marche des Îles Vierges) est l'hymne régional des Îles Vierges des États-Unis.

## Histoire
La chanson est composée en 1919 par Sam Williams et Alton Adams, originaire des Îles Vierges américaines. Elle est un hymne régional non officiel des îles Vierges américaines jusqu’en 1963, date à laquelle elle est officiellement reconnue par un acte législatif. La chanson elle-même est une marche martiale animée, composée d’une partie introductive instrumentale suivie d’une mélodie très joyeuse. Dans la plupart des occasions, le premier couplet puis le dernier couplet sont chantés.
Les îles Vierges américaines étant un territoire insulaire américain, l'hymne national reste celui des États-Unis The Star-Spangled Banner.

## Paroles
All hail the Virgin Islands.
Em'ralds of the sea,
Where beaches bright with coral sand
And trade winds bless our native land.
All hail the Virgin Islands,
Bathe in waters blue,
We give our loyalty,
Full to thee,
And pledge allegiance forever true.
To thee our Virgin Islands,
Loving voices raise
A song in praise of brotherhood,
Where right makes might to fight for good.
To thee our Virgin Islands,
Haven of the free,
We sing our love to thee,
Joyously,
Our own fair islands of liberty.
March on oh Virgin Islands,
In the joyful throng,
Uphold the right and right the wrong
Where only peace and love belong.
March on oh Virgin Islands,
Democratic land.
Together hand in hand,
Take your stand,
Forever soldiers in freedom's band.
God bless our Virgin Islands,
Humbly now we pray,
Where all mankind can join today
In friendly warmth of work and play.
God bless our Virgin Islands,
Beautiful and tall.
Beneath a sunny sky,
Hilltops high
Hold out a welcome for one and all.